# Hans Knoll
Ne doit pas être confondu avec Hans Knöll Institut.
Pour les articles homonymes, voir Knoll (homonymie).
Hans Knoll né à Stuttgart le 8 mai 1914 et mort à Cuba le 8 octobre 1955 est le fondateur de la société de mobilier Knoll international.

## Les premières années
Son père, Walter Knoll est lui-même fabricant de mobilier moderne.
Après des études à la Schule Schloss Salem, et un séjour d'apprentissage en Angleterre en 1934, Hans Knoll part pour les États-Unis en 1938.

## Knoll international
C'est à New-York qu'il établit son premier bureau et qu'en 1941 il s'associe avec le designer danois Jens Risom pour créer la Société Hans Knoll Furniture. En ces temps de  guerre et de pénurie de matériaux, Jeans Risom a créativement conçu une vingtaine d'éléments pour la première ligne d'inauguration (ligne 600) parmi lesquels le fauteuil 654W fait de bois de cèdre et d'un tressage de sangles, à l'origine destinées à la confection de parachutes, et devenu un classique du design.
En 1943, Florence Schust, une architecte qui avait étudié avec Ludwig Mies van der Rohe et Eliel Saarinen parvient à le convaincre qu'elle pourrait aider au développement de la compagnie par l'addition d'un service d'architecture d'intérieur auquel les architectes pourraient participer. (De nombreux architectes émigrés d'Allemagne s'étaient établis aux États-Unis).
Hans Knoll est séduit et en 1946 Hans Knoll épouse Florence Schust. Le nom de la compagnie est changé et devient Knoll associates.
Tous deux s'intéressent au design moderne et respectent les valeurs du Bauhaus: l'excellence de la conception, l'innovation technologique et la production en série. Ils décident également de reverser des droits aux designers, si bien qu'ils purent bénéficier des contributions d'Harry Bertoia, d'Eliel Saarinen, d'Isamu Noguchi  ou de Ludwig Mies van der Rohe qui leur laissera la totalité des droits sur la Chaise Barcelone.
En 1950, Hans Knoll décide d'installer le siège de la compagnie dans l'État de Pennsylvanie pensant y trouver une main d'œuvre qualifiée parmi les nombreux émigrés d'origine allemande.
Lorsqu'en 1951, Knoll devient international, le premier bureau à l'étranger sera établi à Stuttgart dans la ville natale de Knoll, ce fut d'ailleurs l'occasion de son premier retour en Allemagne.
Parmi les premiers représentants de la compagnie, se trouve Irving Blum qui devint par la suite agent d'Andy Warhol pour le Campbell Soup Show à la Ferrus Gallery de Los Angeles en 1962.
Hans Knoll meurt dans un accident de voiture près de La Havane à Cuba en 1955 à l'âge de 41 ans,,,.
Sa femme Florence Knoll devint alors présidente de la compagnie.